# PRR3
PRR3 (англ. Proline rich 3) – білок, який кодується однойменним геном, розташованим у людей на 6-й хромосомі. Довжина поліпептидного ланцюга білка становить 188 амінокислот, а молекулярна маса — 20 640.
| 10         |  | 20         |  | 30         |  | 40         |  | 50         |
| ---------- |  | ---------- |  | ---------- |  | ---------- |  | ---------- |
| MPKRKKQNHH |  | QPPTQQQPPL |  | PEREETGDEE |  | DGSPIGPPSL |  | LGPPPMANGK |
| PGDPKSALHR |  | GPPGSRGPLI |  | PPLLSLPPPP |  | WGRGPIRRGL |  | GPRSSPYGRG |
| WWGVNAEPPF |  | PGPGHGGPTR |  | GSFHKEQRNP |  | RRLKSWSLIK |  | NTCPPKDDPQ |
| VMEDKSDRPV |  | CRHFAKKGHC |  | RYEDLCAFYH |  | PGVNGPPL   |  |            |

A: Аланін

C: Цистеїн

D: Аспарагінова кислота

E: Глутамінова кислота

F: Фенілаланін

G: Гліцин

H: Гістидин

I: Ізолейцин

K: Лізин

L: Лейцин

M: Метіонін

N: Аспарагін

P: Пролін

Q: Глутамін

R: Аргінін

S: Серин

T: Треонін

V: Валін

W: Триптофан

Задіяний у такому біологічному процесі, як альтернативний сплайсинг. 
Білок має сайт для зв'язування з іонами металів, іоном цинку. 